# Maciej Leon Sobolewski
Maciej Leon Sobolewski z Piętek herbu Ślepowron (1724–1804) – poseł na sejmy, senator w czasie Sejmu Czteroletniego, kasztelan warszawski od 1780, a potem wojewoda warszawski, pisarz ziemski i grodzki warszawski w 1764 roku.

## Życiorys
Brat Walentego Sobolewskiego, szambelana królewskiego i kasztelana czerskiego.
Konsyliarz konfederacji Czartoryskich w 1764 roku. Był elektorem Stanisława Augusta Poniatowskiego z ziemi warszawskiej i posłem ziemi warszawskiej na sejm elekcyjny 1764 roku. Jako pisarz grodzki i ziemski warszawski był członkiem Komisji Dobrego Porządku Miasta Starej Warszawy w 1765 roku, konsyliarz Rady Nieustającej w latach 1784–1786.  Był członkiem konfederacji Sejmu Czteroletniego. Członek konfederacji targowickiej.
Członek konfederacji Andrzeja Mokronowskiego w 1776 roku i poseł na sejm 1776 roku z ziemi warszawskiej.